# Haffstausee
Der Haffstausee, benannt nach dem heute in der Nähe liegenden Stettiner Haff, war ein Gewässer aus Gletscherschmelzwasser im Bereich der heutigen Ueckermünder Heide zum Ende der letzten Eiszeit. Der nördlich liegende Gletscher verhinderte ein Abfließen des Wassers. Die heutige Ostsee lag 36 Meter tiefer. Im Haffstausee sammelten sich Schmelzwasser des Inlandeises, Tauwasser der umliegenden Toteisgebiete und Flusswasser aus dem südlichen Raum. Die Schmelzwasserströme führten zum Ansteigen des Seespiegels und einer maximalen Ausdehnung von 1200 km².
Das Seewasser floss, nach Zurückweichen des Eises, zeitlich versetzt über drei Bahnen ab, die heute als Urstromtäler ausgebildet sind: das Mecklenburgisch-Vorpommersche Grenztal, das Peenetal sowie über Ziese und Strelasund.
Der stufenweise Abfluss schuf Terrassen und Talsandstufen in der Landschaft. Seekreiden und Beckensande des damaligen Sees sind noch heute in der Bodenstratigrafie erkennbar.